# Jacques Vergotti
Jacques Vergotti (n. 23 martie 1915, Sighireanu, Județul Ialomița (interbelic) – d. 16 decembrie, 1999, Bridgeport, Connecticut, SUA) a fost un căpitan de jandarmi care a îndeplinit funcția de ofițer de ordonanță al regelui Mihai I al României și care apoi, cu gradul de maior, în calitate de prefect al palatului, l-a însoțit pe rege în exil în Elveția după ce acesta a abdicat ca urmare a Loviturii de stat de la 30 decembrie 1947.
Tatăl său, agronomul Miltiade Bergotis, era căsătorit franțuzoaica Lilli Cousin. Străbunicul lui Jacques era grec din insula Cefalonia. În timpul Primului Război Mondial familia a ajuns la Paris, unde au făcut afaceri în domeniul automobilelor și petrolului, și și-a schimbat numele în Vergotti. După terminarea războiului, familia lui Miltiade a revenit în România iar tatăl lui Jacques a înființat la Brașov societatea de rafinare a petrolului, „Petrogen“.
Copil fiind, Jacques a fost admis la școala primară săsească din Brașov. În 1925, Jacques s-a înscris la Liceul Real Dr. Ioan Meșotă. După ce tatăl său a murit, mama sa s-a recăsătorit cu colonelul Vladimir Șerbănescu, comandantul Batalionului 2 Vânători de Munte care l-a ajutat pe Jaques să intre la Școala Pregătitoare de Ofițeri de la București, în 1932.
Pe când Jacques Vergotti era locotenent în armata română, generalul Ion Antonescu, care îi cunoștea familia, l-a numit ofițer de ordonanță al regelui.
Curând după ce a ajuns la palat, a devenit „favoritul” reginei-mamă Elena, la rândul ei grecoaică. Crezând că se poate baza pe protecția acesteia, a început să încalce disciplina militară, omițând să salute ofițerii superiori lui în grad, inclusiv pe generali, devenind arogant și încrezut. Ofițerii superiori, ofuscați de comportamentul său, l-au reclamat generalului Antonescu. Acesta a luat măsuri ferme, pe baza unui decret lege care îi obliga pe toți ofițerii din armata română să facă un stagiu de 3 luni pe front, și a dat dispoziții să fie emis ordinul 168 din 6 mai 1942 al MAN-Cabinet, prin care locotenentul Vergotti a fost mutat la compania de poliție a diviziei a 4-a infanterie, cu plecare în 24 de ore. Astfel, el a fost trimis pe front la 7 mai 1942, de unde s-a întors cu puțin înainte de 23 august 1944. Această trimitere pe front a făcut-o pe regina-mamă să-l urască și să-l dușmănească pe Antonescu, ură care a contribuit consistent la Lovitura de stat de la 23 august 1944.
Căpitanul Jacques Vergotti a fost numit la 20 noiembrie 1944, prin decret regal, ca ofițer de ordonanță în cadrul Casei Militare Regale, fiind citat cu prenumele eronat Jaques.
Pe 30 decembrie 1947, Jacques Vergotti a fost chemat devreme la Ministerul de Război pentru a semna acte de demisie din armată și renunțare la pensie. De la Ministerul de Externe i s-a dat un pașaport cu ștampila «fără drept de înapoiere în țară»“, iar Emil Bodnăraș l-a însărcinat să-l însoțească pe fostul monarh la plecarea din țară.
În 1950, la Lausanne, Jacques a cunoscut-o pe Catherine Maher, ziaristă la The New York Times, cu care s-a căsătorit. Au avut o fetiță, Lilli Maria Emilia Vergotti, și un băiat, Neculai. Tot în 1950, Jacques a primit viza de emigrare în SUA. S-a stabilit cu familia în Bridgeport, statul Connecticut. Aici a predat istorie și științe politice la Universitatea Sacred Heart până a ieșit la pensie.
A decedat la Bridgeport, la vârsta de 84 de ani.
La „UCL School Of Slavonic And East European Studies Library” se găsește din 1990 colecția Vergotti, constând din copiile a 220 de pagini dactilografiate, cu titlul “Memoirs of a Romanian-American 1940-1990” (Memoriile unui româno-american, 1940-1990).

## Scrieri
- Jacques M. Vergotti, La Neutralité de la Suisse. Lausanne, Imprimerie la Concorde, 1954.
- Jacques Vergotti, Fără drept de înapoiere în țară. Amintiri, 240 pagini, București, Editura Albatros, 2000, ISBN 978-973-24-0741-7